# Портреты Мэри Аделины Уильямс
«Портрет Мэри Аделины Уильямс» (англ. Portrait of Mary Adeline Williams) — две картины американского художника Томаса Икинса, написанные маслом на холсте в 1899—1900 годах. На каждой из картин изображена Мэри Аделин Уильямс, известная в семье Икинс как «Адди». Первая картина, которая сейчас находится в Чикагском институте искусств под инвентарным номером 1939.548, была завершена в 1899 году и изображает человека с серьёзным поведением. Второй портрет, хранящийся в Художественном музее Филадельфии с инвентарным номером 1929-184-10, был написан в 1900 году и более эмоционально выразителен. Контраст между картинами был назван «Возможно, самым известным примером драматического преображения натурщика Икинсом при сохранении эффекта сурового реализма».